# Asu o tsukuru hitobito
Asu o tsukuru hitobito (明日を創る人々? lett. "Coloro che fanno il domani") è un film del 1946 diretto da Akira Kurosawa, Hideo Sekigawa e Kajirō Yamamoto, basato sulla sceneggiatura di Yusaku Yamagata e dello stesso Yamamoto.